# Romuli
Romuli è un comune della Romania di 1729 abitanti, ubicato nel distretto di Bistrița-Năsăud, nella regione storica della Transilvania.
Il comune è formato dall'unione di 2 villaggi: Dealu Ștefăniței e Romuli.